# Phyllonorycter deserticola
Phyllonorycter deserticola là một loài bướm đêm thuộc họ Gracillariidae. Nó được tìm thấy ở các môi trường hạn chế, trên một khu vực rộng chủ yếu khô ráo ở tây nam Hoa Kỳ và miền bắc México từ miền nam Utah đến Durango và phía tây đến miền bắc California.
Chiều dài cánh trước là 2.9-3.8 mm. Con trưởng thành bay từ cuối tháng 7 đến đầu tháng 10 làm hai đợt, với thế hệ thứ hai qua mùa đông.
Ấu trùng ăn các loài Populus, bao gồm Populus fremontii, Populus deltoides wislizenii, Populus x parryi (Populus freemontii x Populus trichocarpa). Chúng ăn lá nơi chúng làm tổ